# Resolutie 939 Veiligheidsraad Verenigde Naties
Resolutie 939 van de Veiligheidsraad van de Verenigde Naties werd op 29 juli 1994 met 14 stemmen aangenomen.  Rwanda onthield zich van stemmen.

## Achtergrond
Nadat het in 1964 tot geweld was gekomen tussen de Griekse- en Turkse bevolkingsgroep op Cyprus ,stationeerden de VN de UNFICYP-vredesmacht op het eiland. Die macht werd sindsdien om het half jaar verlengd. 
In 1974 bezette Turkije het noorden van Cyprus na een Griekse poging tot staatsgreep. In 1983 werd dat noordelijke deel met Turkse steun van Cyprus afgescheurd. Midden 1990 begon het toetredingsproces van (Grieks-)Cyprus tot de Europese Unie maar de EU erkent de Turkse Republiek Noord-Cyprus niet.

## Inhoud
De Veiligheidsraad:
- herinnert aan zijn resoluties over Cyprus;
- verwelkomt het rapport en de brief van secretaris-generaal Boutros Boutros-Ghali;
- bevestigt dat de vertrouwensmaatregelen belangrijke voordelen geven voor beide gemeenschappen en het vredesproces zouden vergemakkelijken;
- herinnert eraan dat beide partijen de maatregelen aanvaardden;
- merkt op dat er weliswaar een akkoord is, maar dat nog geen van beide leiders bereid is door te gaan met de uitvoering;
- bestudeerde de mogelijkheden en ideeën voor toekomstige actie in het rapport;

1. herhaalt dat de status quo onaanvaardbaar is;
2. bevestigt dat een oplossing moet bestaan uit één Cyprus met twee gelijkwaardige gemeenschappen;
3. vraagt de secretaris-generaal consultaties te beginnen met de Veiligheidsraad, buitenlandse machten en de twee leiders in Cyprus om manieren te bedenken om tot resultaten te komen;
4. vraagt de medewerking van de partijen om tot een akkoord te komen over de uitvoering van de vertrouwensmaatregelen;
5. vraagt de secretaris-generaal ook tegen eind oktober te rapporteren over een programma om tot een oplossing te komen en de vooruitgang met de vertrouwensmaatregelen;
6. besluit om actief op de hoogte te blijven.

## Verwante resoluties
- Resolutie 902 Veiligheidsraad Verenigde Naties
- Resolutie 927 Veiligheidsraad Verenigde Naties
- Resolutie 969 Veiligheidsraad Verenigde Naties
- Resolutie 1000 Veiligheidsraad Verenigde Naties (1995)

Lijst ·  893 ·  894 ·  895 ·  896 ·  897 ·  898 ·  899 ·  900 ·  901 ·  902 ·  903 ·  904 ·  905 ·  906 ·  907 ·  908 ·  909 ·  910 ·  911 ·  912 ·  913 ·  914 ·  915 ·  916 ·  917 ·  918 ·  919 ·  920 ·  921 ·  922 ·  923 ·  924 ·  925 ·  926 ·  927 ·  928 ·  929 ·  930 ·  931 ·  932 ·  933 ·  934 ·  935 ·  936 ·  937 ·  938 ·  939 ·  940 ·  941 ·  942 ·  943 ·  944 ·  945 ·  946 ·  947 ·  948 ·  949 ·  950 ·  951 ·  952 ·  953 ·  954 ·  955 ·  956 ·  957 ·  958 ·  959 ·  960 ·  961 ·  962 ·  963 ·  964 ·  965 ·  966 ·  967 ·  968 ·  969